# Nghĩa trang Yagoto
Nghĩa trang Yagoto (八事霊園 Yagoto Reien, Bát Sự linh viên) là một trong những nghĩa trang lớn nhất nằm ở vùng lân cận Yagoto thuộc thành phố Nagoya, miền trung Nhật Bản.

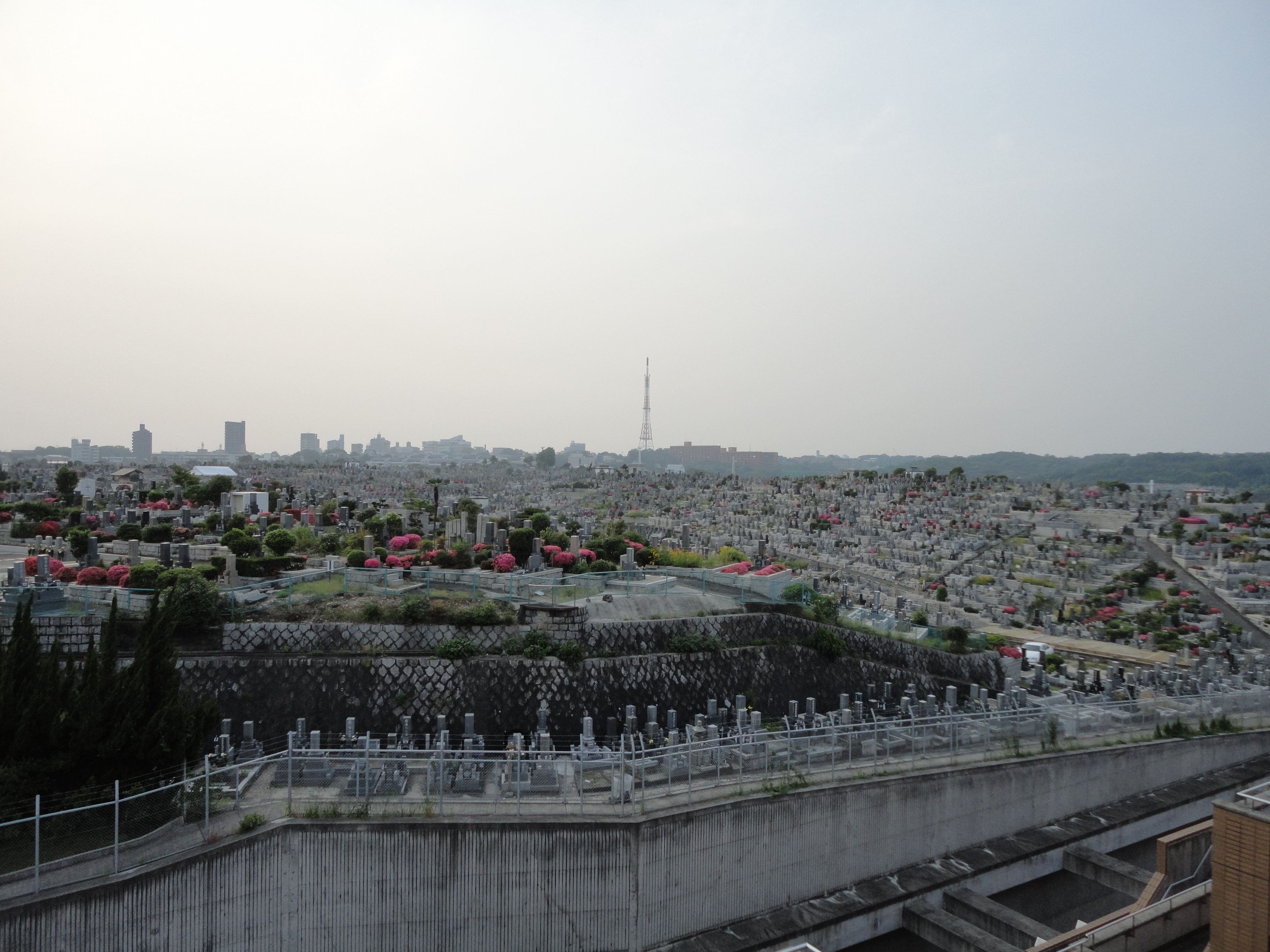
Ảnh chụp Nghĩa trang Yagoto

Nghĩa trang này được thành lập vào năm 1915 trong thời kỳ Taishō, mang tính dân sự theo nghĩa là bất kỳ người dân nào của Nagoya, bất kể khuynh hướng tôn giáo nào đi chăng nữa đều có thể xin một chỗ ở đó. Hài cốt của người quá cố có thể được hỏa táng trong lò hỏa táng của nghĩa trang và tro cốt được an nghỉ tại lăng mộ. Hầu hết các ngôi mộ nơi đây đều là mộ gia đình.
Do dân số già đi nhanh chóng, giới chức thành phố định lên kế hoạch xây dựng một lò hỏa táng thứ hai nhưng đã vấp phải sự phản đối của người dân địa phương.